# Venturia sessilinervis
Venturia sessilinervis är en stekelart som först beskrevs av Cameron 1906.  Venturia sessilinervis ingår i släktet Venturia och familjen brokparasitsteklar. Inga underarter finns listade i Catalogue of Life.